# 志染町広野
志染町広野（しじみちょうひろの）は、兵庫県三木市にある大字。旧・美嚢郡志染村大字広野。郵便番号は673-0541. 元々は広野新開と呼ばれていた。

## 地理

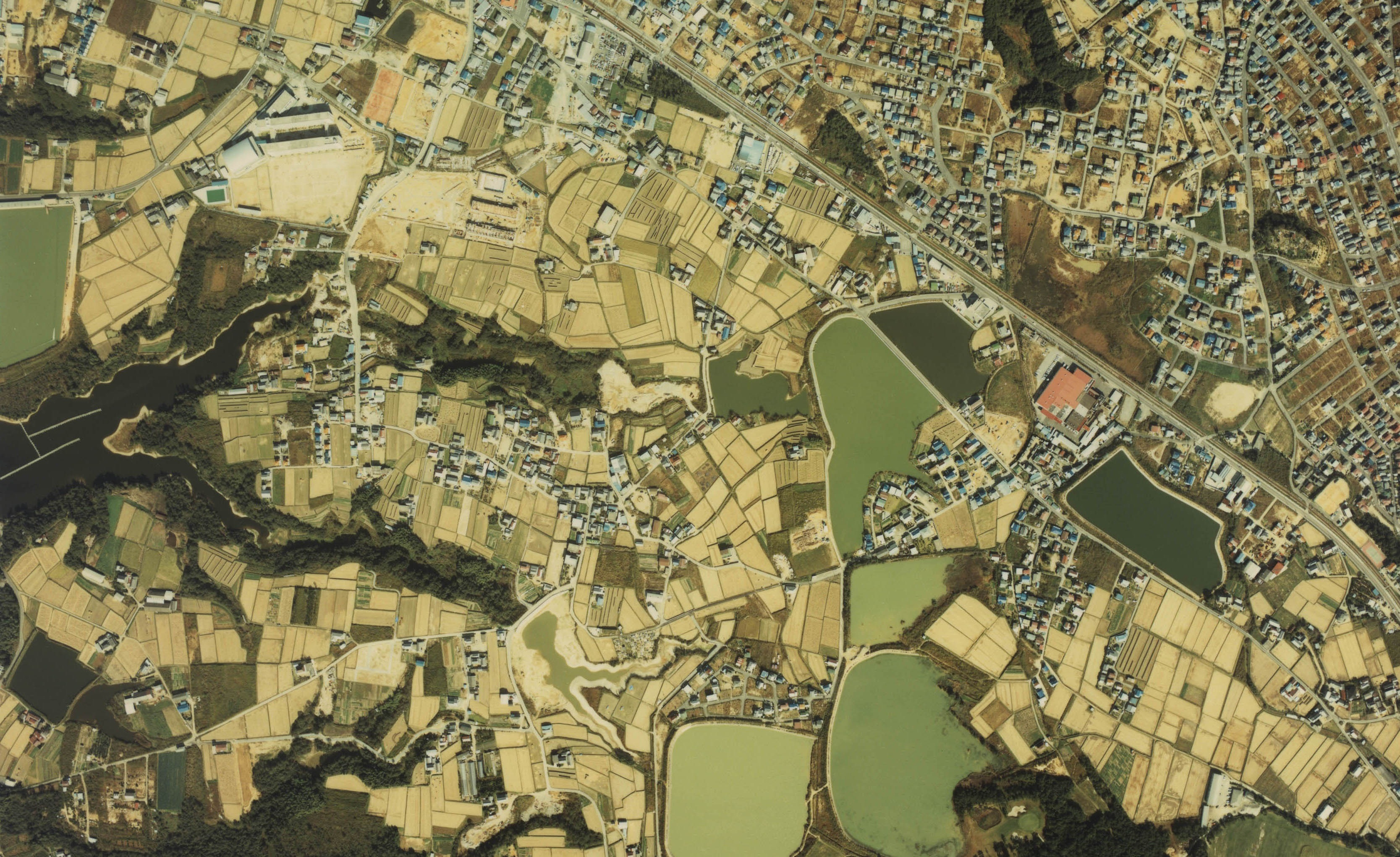
1980年度の志染町広野の街並み

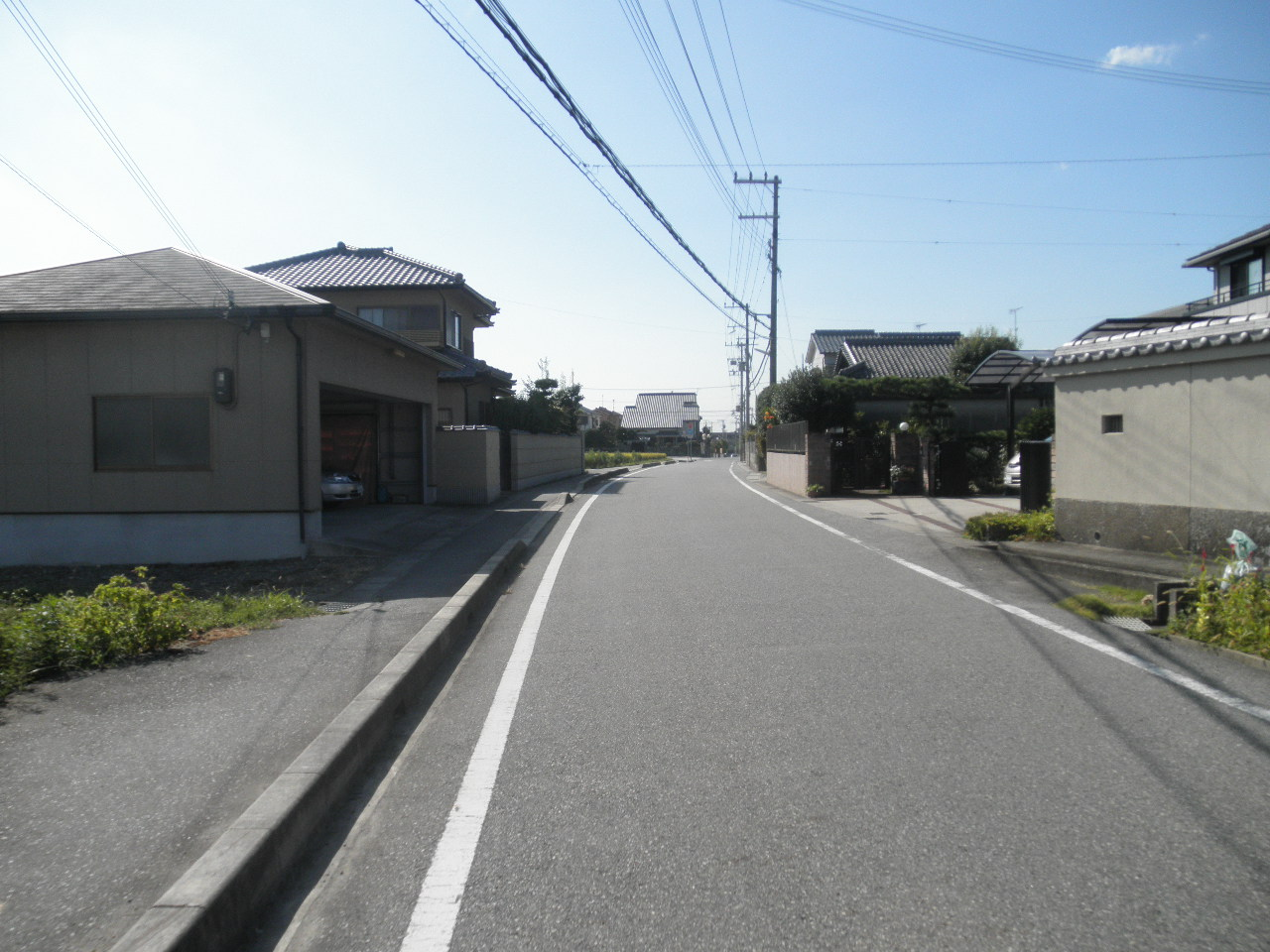
志染町広野1丁目

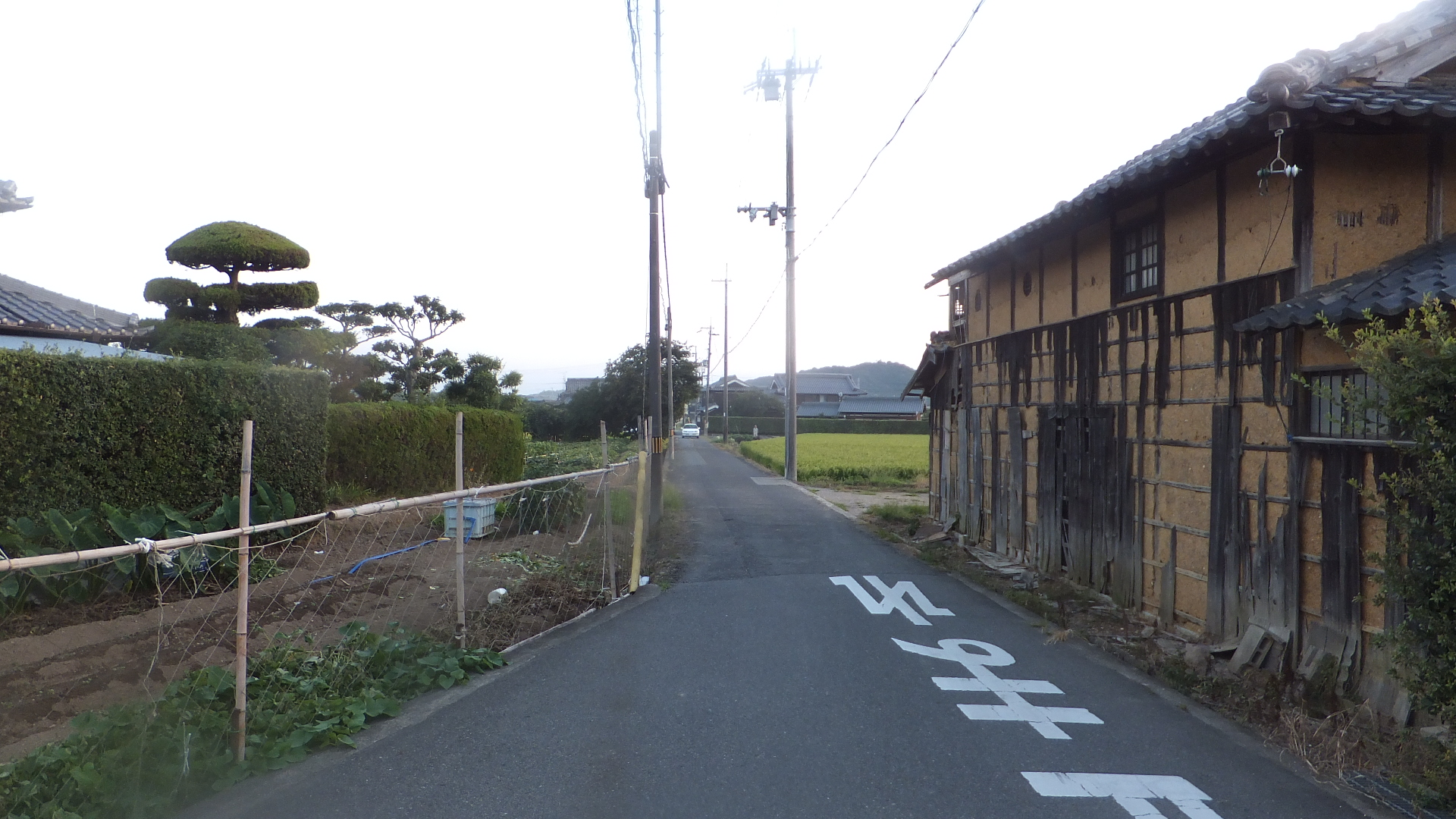
志染町広野2丁目

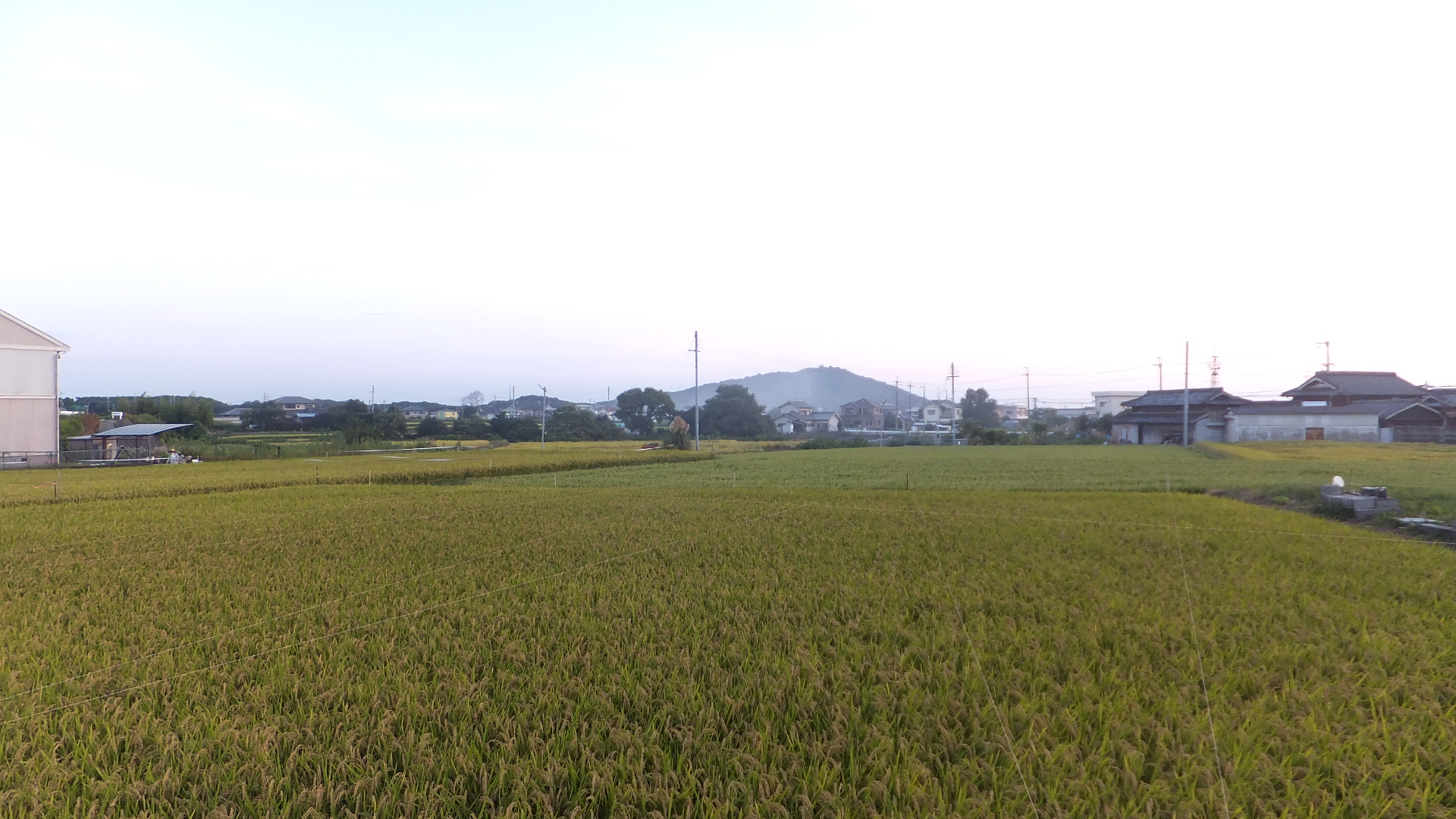
地内にある農業地帯

志染地区の南西部、細目川左岸の丘陵地に位置している。現在は住宅地と農地が混在しており、至る所にため池が広がる。かつてあった山林部分は新興住宅地を造成する目的で開発され、現在は地内の一部が志染町西自由が丘・志染町中自由が丘2丁目・志染町青山・緑が丘町西1丁目と3丁目・緑が丘町中・緑が丘町東・緑が丘町本町として分離している。東側は緑が丘町本町・緑が丘町中・緑が丘町西・志染町東自由が丘・志染町中自由が丘・志染町西自由が丘、西側は別所町小林・神戸市西区神出町勝成、南側は神出町古神・神出町五百蔵・押部谷町西盛・高雄台、北側は自由が丘本町に接する。

## 街並み

### 住居表示実施区域
1丁目から8丁目から成り立っている。神戸電鉄粟生線志染駅・三木市立広野小学校・住吉神社、商業地などの施設が広がるが、ため池が多数存在し、その間に住宅地が広がっている。

### 住居表示未実施区域
小字甲・小字乙から成り立っている。甲地域は緑が丘町中3丁目の飛び地と稲荷社が立地している場所に立地している。かつては三木市立緑が丘東小学校と緑が丘町公民館の所在地も当地域に在ったが町名変更により緑が丘町東・緑が丘町中に変更された。乙地域は神戸電鉄粟生線広野ゴルフ場前駅・緑が丘駅と兵庫県道22号神戸三木線の間に位置している。甲地域・乙地域のどちらも住宅の立地と人口の居住はない。

## 歴史

### 成立から町村制施行まで
1864年（元治元年）に近藤文蔵が魚屋荘右衛門を代理人として出願して開発したが、完成したのは明治時代であり、入植者の半分は四国からの移住である。

### 町村制施行以降
- 1954年（昭和29年）7月1日 - 三木市を新設し、三木市志染町広野になる[4]。
- 1971年（昭和46年）4月1日 - 「三木市の町及び字の名称並びに区域変更」が可決されたことにより、当地内の山林を開発して造成された場所から緑が丘町が誕生し、それに伴い、緑が丘町西1丁目と3丁目・緑が丘町中1丁目・緑が丘町東1丁目から3丁目が当地内から分離され、住居表示を実施[5][6][7][8]。
- 1979年（昭和54年）2月1日 - 「三木市の大字区域の変更及び設定」により、志染町西自由が丘が当地内から分離し、1丁目から3丁目まで誕生[9]。
- 1984年（昭和59年）9月29日 - 「松が丘ネオポリス」の仮称が付けられていた大字名が青山に決定し、当地内から分離し、青山1丁目が誕生[6][7][8][10][11]。

### 字域の変遷
| 実施前                   | 実施年        | 実施後 |
| ------------------------ | ------------- | --- |
| 美嚢郡志染村大字広野     | 1954年7月1日  | 三木市志染町広野 |
| 三木市志染町広野（一部） | 1971年4月1日  | 三木市緑が丘町西1丁目・3丁目 三木市緑が丘町中1丁目・2丁目 三木市緑が丘町東1丁目・2丁目・3丁目 三木市緑が丘町本町1丁目・2丁目 |
| 三木市志染町広野（一部） | 1979年2月1日  | 志染町西自由が丘1丁目から3丁目                                                                                               |
| 三木市志染町広野（一部） | 1984年9月29日 | 三木市志染町青山1丁目 |

## 施設

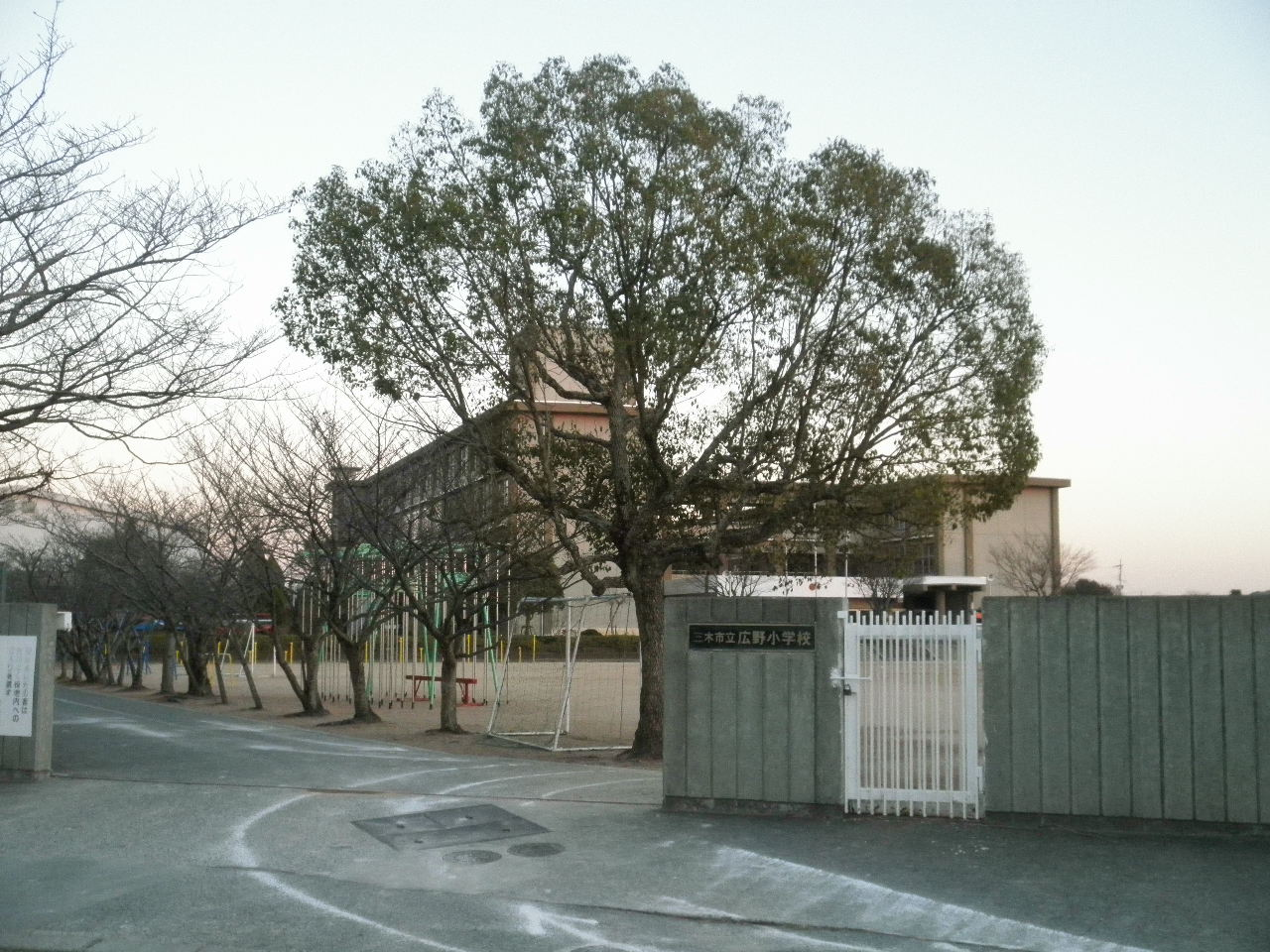
三木市立広野小学校
- ひろの保育園
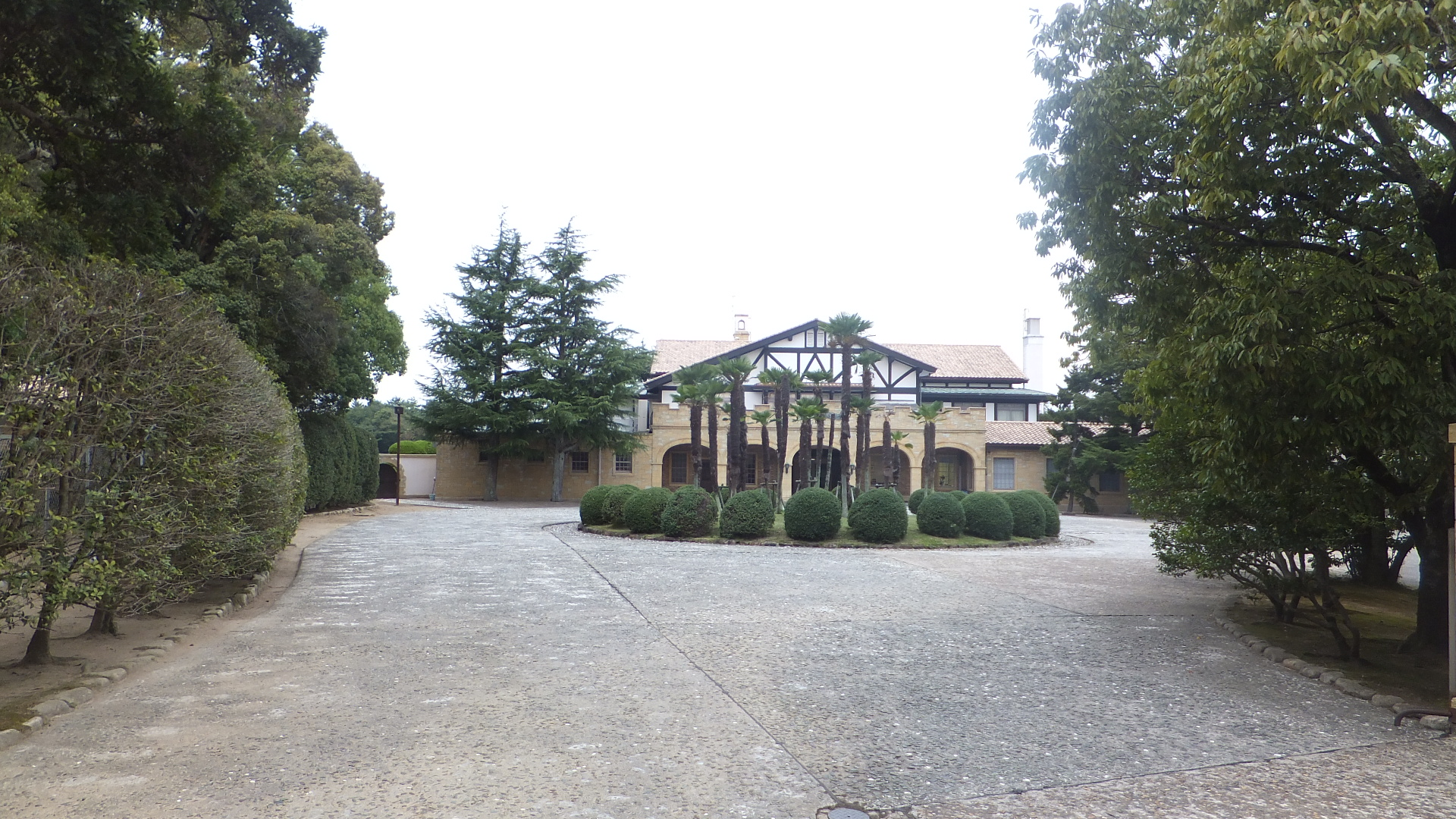
廣野ゴルフ倶楽部
- 呉錦堂池
  - JGAゴルフミュージアム
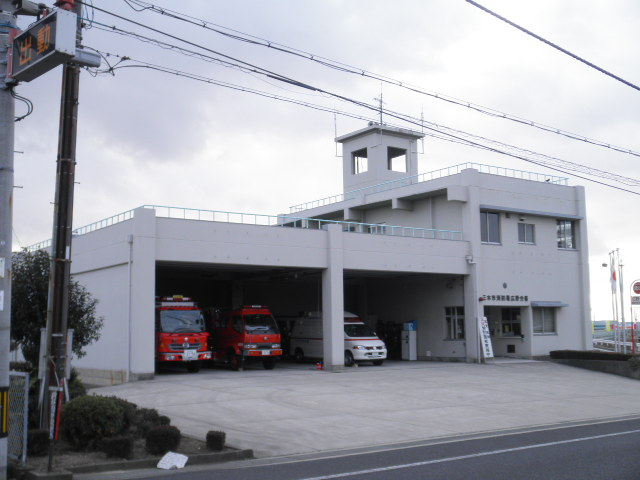
三木市消防本部広野分署
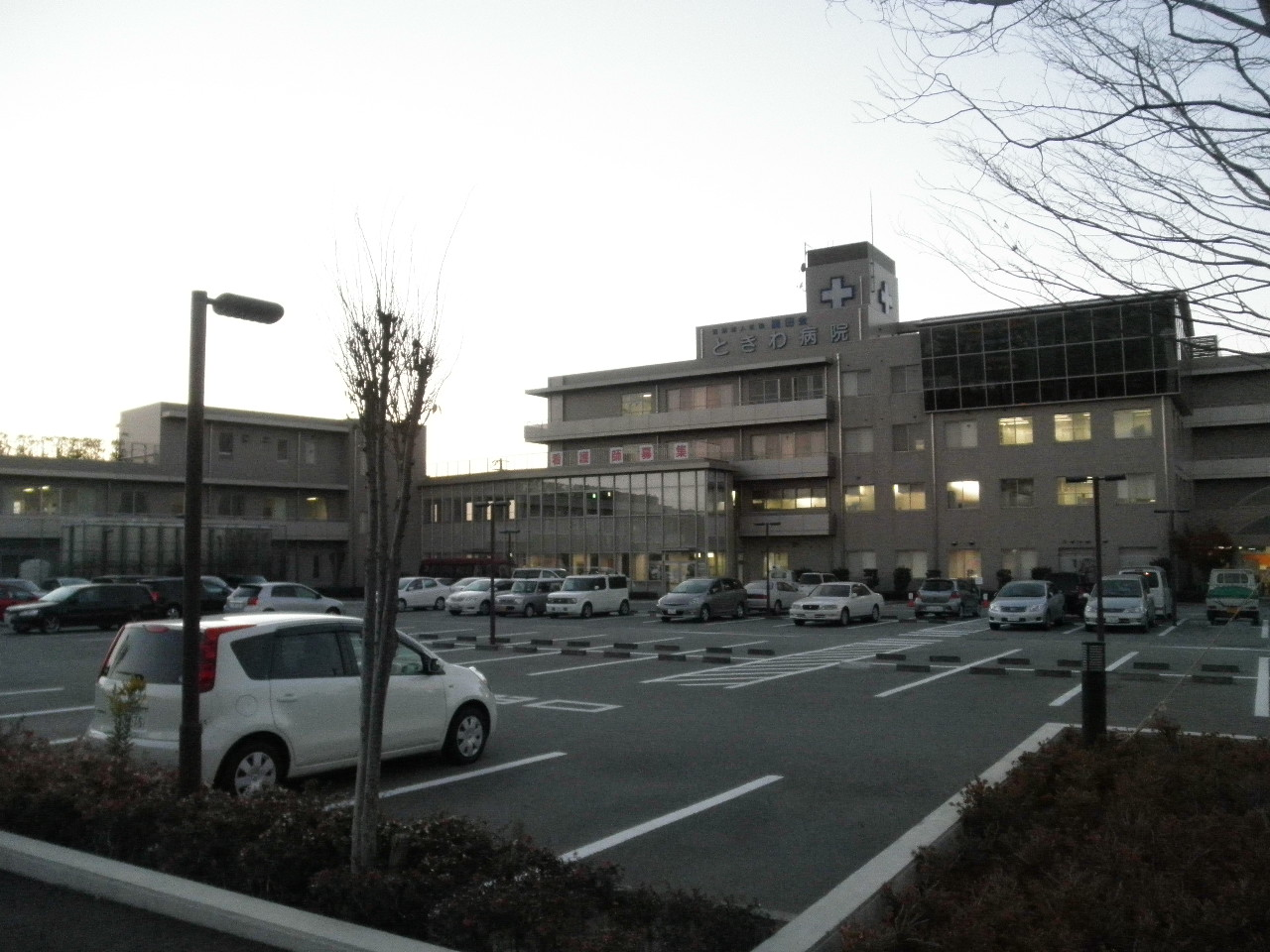
ときわ病院
- 広野配水場
- 西入寺
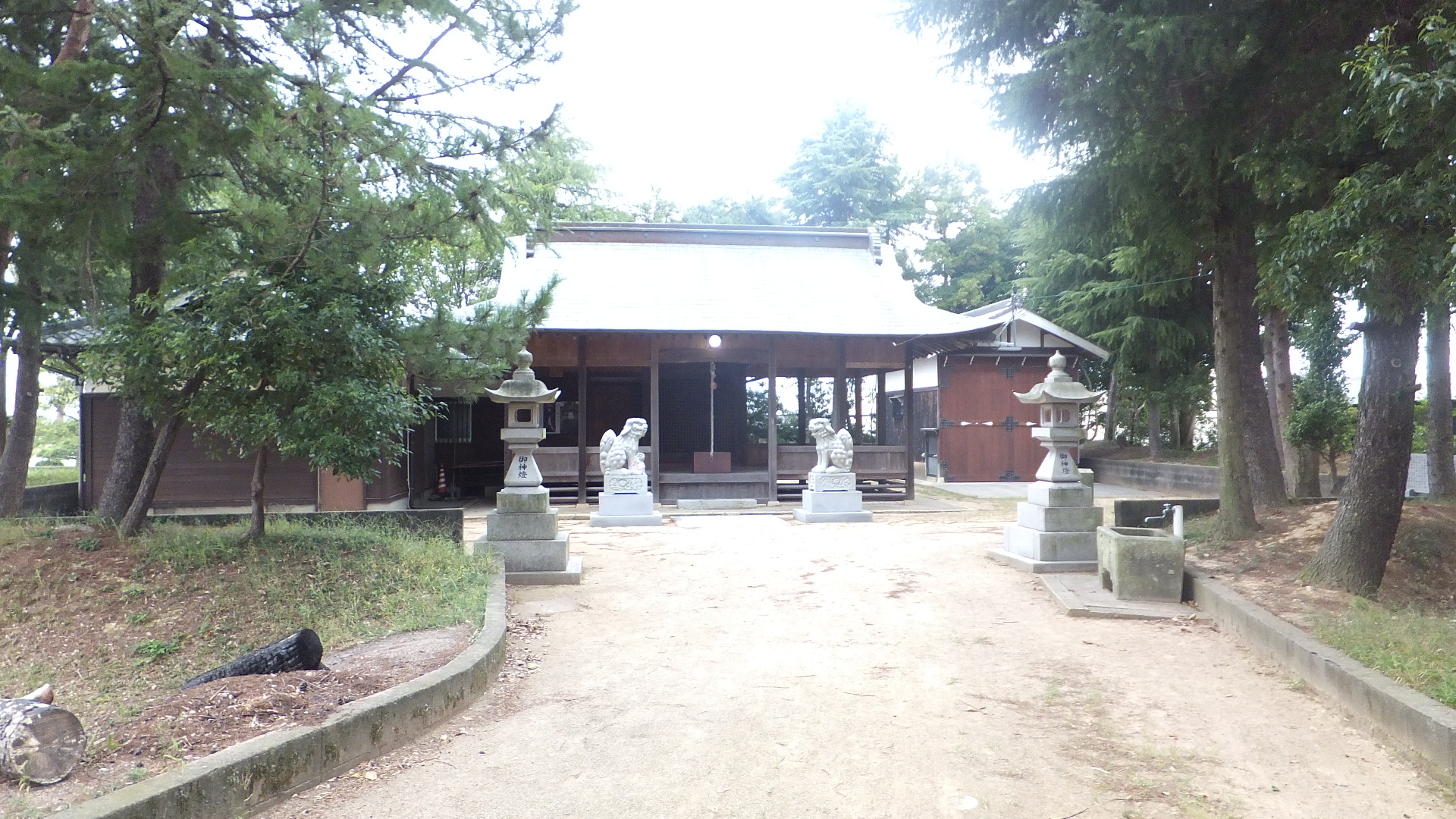
住吉神社
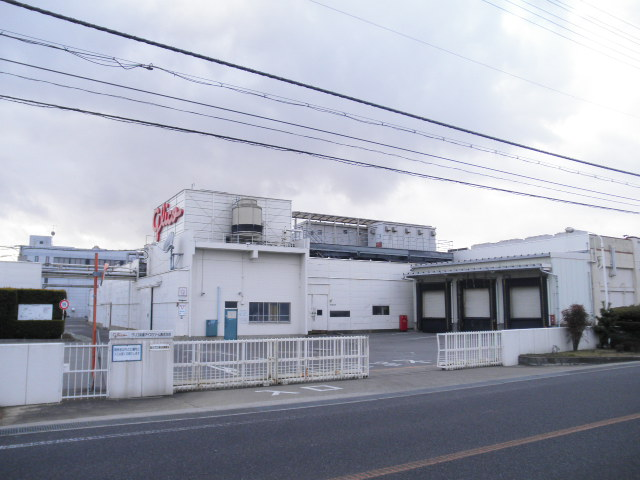
グリコ兵庫アイスクリーム三木工場

- 三木市立広野小学校
- 廣野ゴルフ倶楽部
- 三木市消防本部広野分署
- ときわ病院
- 住吉神社
- グリコ兵庫アイスクリーム三木工場

### 商業施設
志染駅周辺は三木市の都市計画により、商業施設が多く立ち並ぶ。
- フレッシュバザール三木志染店
- オートバックス三木店
- ジャパン三木志染店
- ハナテン三木店
- ダイハツセレーノ三木広野店
- モナコ三木店
- TSUTAYA志染店
- 日産プリンス兵庫三木店
- DCMダイキ三木広野店
- 三木広野ファッションモール
- カラオケZERO三木志染店
- キリン堂三木志染店
- ガスト三木志染店
- GOOD NEWS cafe＆kitchen

### かつて存在していた施設
- 三木スイミングスクール志染教室
- 餃子の王将
- 不二家三木店 - 2009年2月1日閉店[13]。
- 廻るすし祭り三木店 - 2012年閉店。
- ザ・ダイソー
- うまいもん横丁三木広野店

## 小・中学校の校区
| 大字       | 番地               | 小学校                 | 中学校               |
| ---------- | ------------------ | ---------------------- | -------------------- |
| 志染町広野 | 1丁目 - 7丁目      | 三木市立広野小学校     | 三木市立三木東中学校 |
| 志染町広野 | 8丁目              | 三木市立緑が丘小学校   | 三木市立緑が丘中学校 |
| 志染町広野 | 住居表示未実施区域 | 三木市立緑が丘東小学校 | 三木市立緑が丘中学校 |

## 交通

### 鉄道
- 神戸電鉄粟生線

緑が丘駅 - 広野ゴルフ場前駅

### バス
- みっきぃバス

### 道路
- 兵庫県道22号神戸三木線

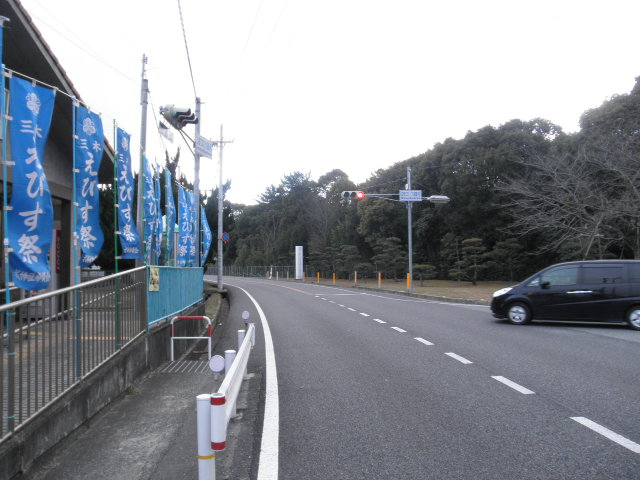
兵庫県道22号神戸三木線 志染町広野8丁目で撮影